# Štefan Marko Daxner
Štefan Marko Daxner (Tisovec, 26 dicembre 1822 – Tisovec, 11 aprile 1892) è stato un avvocato, politico, poeta, e patriota slovacco.
Fu un'importante personalità del Risorgimento slovacco, della generazione di Ľudovít Štúr.

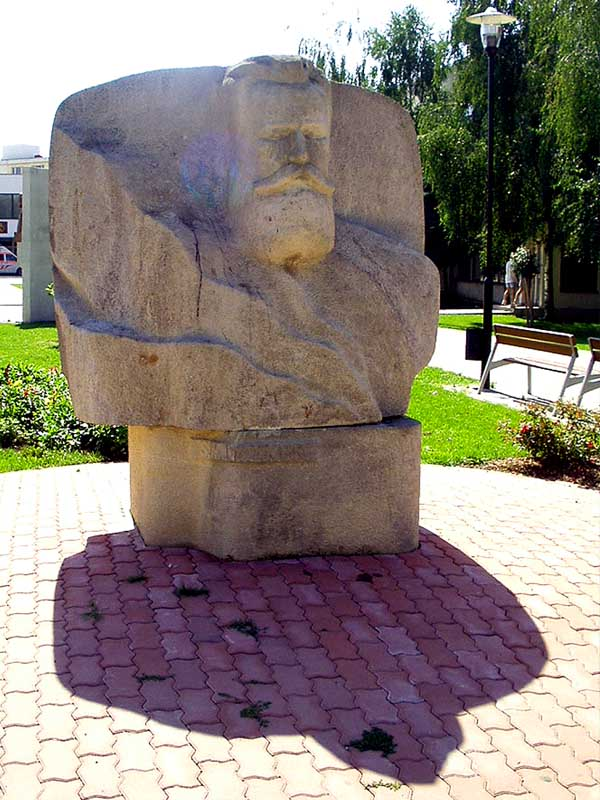
Monumento a Štefan Marko Daxner nel centro di Rimavská Sobota.

## Biografia
Studiò alla scuola latina di Ožďany, a Spišská Nová Ves, nel liceo di Rožňava, al liceo evangelico di Presburgo, l'odierna Bratislava e giurisprudenza nel collegio di Prešov. 
Nel 1846 passò l'esame di avvocato a Pest e da quell'anno fino al 1872 esercitò la professione a Tisovec. Fu ufficiale nell'amministrazione di diversi comitati del Regno d'Ungheria e giudice associato della Corte Commerciale di Debrecen.
Fu membro dell'associazione nazionale Tatrín. Nel 1847, appena prima della rivoluzione, Daxner delineò un programma che raccoglieva le petizioni della nazione slovacca per le libertà culturali, politiche e sociali. Fu condannato a morte dalle autorità ungheresi nel 1848, ma fu liberato da Ján Francisci-Rimavský e dall'esercito austriaco (che combatteva a fianco degli slovacchi contro gli ungheresi) e divenne capitano delle truppe volontarie slovacche nelle campagne rivoluzionarie. 
Fu organizzatore dell'adunata nazionale di Liptovský Mikuláš del 1848 e coautore delle Petizioni della nazione slovacca.
Fu organizzatore anche dell'adunata nazionale di Martin e autore principale del Memorandum della nazione slovacca (1861). Fu uno dei fondatori della Matica slovenská nel 1863 e del primo liceo slovacco, quello di Revúca, nel 1862.
Fu sepolto al Cimitero nazionale di Martin.

## Opere
- 1861 - Hlas zo Slovenska ("Una voce dalla Slovacchia")
- 1868 - Slovaki i slovenskoje okolie v Ugorščine "Gli Slovacchi e il territorio slovacco in Ungheria"), in: Žurnal Ministerstva narodnogo prosveščenija, 1868, pp. 555-645
- 1892 - Po roku 1849 ("Dopo il 1849"), in: Slovenské pohľady, 12, 1892, pp. 305-315, 321-334, 385-398, 449-462
- 1899 - Vlastný životopis ("Autobiografia"), in: Slovenské pohľady, 19, 1899, č. 3, pp. 129-139, č. 4, pp. 185-190
- 1958 - V službe národa ("A servizio del popolo")